# Pretty Hate Machine
Albums de Nine Inch Nails
Broken EP
(1992)
Pretty Hate Machine est le premier album du groupe de rock industriel américain Nine Inch Nails (NIИ), sorti le 20 octobre 1989 chez TVT Records. L'album contient des chansons venant de la démo Purest Feeling et ayant été retravaillées mais aussi de nouveaux morceaux. Le disque fut majoritairement produit par Trent Reznor et Flood, avec l'aide de quelques autres contributeurs.
L'album ne possède qu'assez peu de ressemblance avec les travaux plus connus de NIИ, notamment par la proéminence d'un son très majoritairement électronique mélangé avec des éléments de rock et de musique industrielle. Du côté des paroles, les thèmes principaux sont les sentiments d'angoisse, de trahison mais aussi celui, récurrent, de la maladie d'amour. Le disque fut soutenu par trois singles : ''Down in It'', ''Head Like a Hole'' et Sin et par une tournée dédiée, les Pretty Hate Machine Tour Series (notamment marquées par les premières parties de Skinny Puppy et de The Jesus and Mary Chain). Une édition remasterisée sortit également en 2010.
Bien que l'album connut un assez bon succès commercial, finissant numéro 75 des charts américains, et reçut surtout des critiques favorables, Reznor, alors le seul membre constant du groupe, dut batailler contre TVT à la sortie de l'album, ce qui l'amena plus tard à signer chez Interscope Records (et à fonder avec John Malm son label Nothing Records). Aujourd'hui, Reznor voit cet album de manière plutôt défavorable, critiquant notamment les thèmes abordés et la production. Malgré cela, Pretty Hate Machine a été certifié triple disque de platine (devenant ainsi l'un des premiers albums indépendants à gagner cette distinction) et fut inclut dans plusieurs listes recensant les meilleurs albums des années 1980.

## Conception
Travaillant de nuit comme concierge et ingénieur aux studios Right Track de Cleveland, Ohio, Trent Reznor utilisa ses temps de pause pour enregistrer et créer sa propre musique. Jouant la majorité des claviers, boîtes à rythmes, guitares et samplers lui-même, il enregistra la démo Purest Feeling. Le séquençage fut réalisé sur un ordinateur Macintosh Plus et, pour les synthétiseurs, il utilisa un Prophet VS, un Oberheim Xpander et un Minimoog.
Avec l'aide du manager John Malm, Jr, il envoya la démo à plusieurs labels. La plupart d'entre eux lui offrirent un contrat et il choisit de signer chez TVT Records, qui était alors surtout connu pour sortir des CD de musiques de programmes télévisuels. Pretty Hate Machine fut enregistré dans plusieurs studios et Reznor put collaborer avec plusieurs producteurs qu'il idolâtrait, à savoir Flood, John Fryer, Keith LeBlanc et Adrian Sherwood. Comme pour la démo, Reznor refusa d'enregistrer l'album avec un vrai groupe, faisant quasiment tout lui-même.
Trent parla un peu plus du processus d'enregistrement dans un numéro du magazine Keyboard, en 1990. Il utilisa un sampler E-mu Emax pour le son assez aigu qu'il produisait. Il utilisa les premières prises pour le chant et la guitare pour créer un contraste avec les sons de basse et de batterie. Pour les sons de batterie, il utilisa des samples tirés de sa collection de disques (il n'aimait pas certains sons de l'Emax mais n'avait transféré aucun son de son vieil E-mu Emulator) et ce, contrairement à ses espérances de départ, souhaitant avoir de vrais sons de batterie.
Après la sortie de l'album, un enregistrement connu sous le nom de Purest Feeling fit surface. Ce bootleg contient les démos originelles de la plupart des chansons de Pretty Hate Machine ainsi que quelques morceaux n'ayant jamais été utilisés (Purest Feeling, Maybe Just Once et une intro instrumentale pour Sanctified, nommée Slate).

## Tournée
Avant la sortie de l'album, en 1988, Trent Reznor commence à assembler autour de lui d'autres musiciens pour former un groupe afin de jouer ses morceaux. D'abord constitué de Reznor au chant et à la guitare, de Chris Vrenna aux claviers et de Ron Musarra à la batterie, le groupe nouvellement formé connut beaucoup de changements de personnel avant de se stabiliser autour de Trent (toujours au chant et à la guitare), de Richard Patrick (à la guitare et faisant certaines voix) et de Chris Vrenna, qui passa des claviers à la batterie (il sera remplacé par Jeff Ward pour la tournée du Lollapalooza '91 et la tournée européenne pour soutenir Pretty Hate Machine). Plusieurs claviéristes se succédèrent : Nick Rushe, David Haymes, Lee Mars, James Woolley et même Gary Talpas, le premier directeur artistique de NIN. 
Le groupe traversa l'Amérique du Nord et fit la première partie de plusieurs artistes de rock alternatif, comme Jesus and Mary Chain ou Peter Murphy (ancien chanteur de Bauhaus). A cette époque, les concerts de Nine Inch Nails étaient reconnus pour leurs versions plus bruyantes et agressives des chansons studio et cette brutalité trouva un certain paroxysme quand Reznor commença à détruire ses instruments sur scène (utilisant par exemple ses bottes pour arracher les touches de ses claviers). Ils embarquèrent ensuite dans une tournée internationale continuant dans le premier festival Lollapalooza, en 1991, et trouvant leur point culminant quand ils firent la première partie de Guns'N'Roses en Europe, ce qui ne fut pas forcément bien reçu.  

## Réédition
À l'occasion des 20 ans de Pretty Hate Machine, le 22 novembre 2010, une version remastérisée sort dans le commerce. Cette nouvelle version ne contient pas de pistes bonus ni de remixes exclusifs, excepté une reprise de Get Down, Make Love de Queen, et se limite ainsi au sens strict du remastering. Cette nouvelle édition est disponible en CD, vinyle et en version numérisée.

## Liste des chansons
1. Head Like a Hole - 4:59
2. Terrible Lie - 4:38
3. Down in It - 3:46
4. Sanctified - 5:48
5. Something I Can Never Have - 5:54
6. Kinda I Want To - 4:33
7. Sin - 4:06
8. That's What I Get - 4:30
9. The Only Time - 4:47
10. Ringfinger - 5:40